# Temporada 2014-15 de la NBA
La temporada 2014-15 de la NBA fue la sexagésima novena temporada de la historia de la competición norteamericana de baloncesto. El Draft de la NBA para la temporada se celebró el jueves 26 de junio de 2014, en el Barclays Center en Brooklyn, donde Andrew Wiggins fue seleccionado en la primera posición. La temporada regular comenzó el martes 28 de octubre de 2014, con el partido de los defensores del título de la NBA, los San Antonio Spurs que recibieron a los Dallas Mavericks. El All-Star Game de la NBA 2015 se jugó el domingo 15 de febrero de 2015 en el Madison Square Garden de Nueva York. La temporada regular terminó el miércoles 15 de abril de 2015 y los playoffs dieron inicio el sábado 18 de abril de 2015 y terminaron con las Finales de la NBA de 2015 el 16 de junio de 2015, con los Golden State Warriors como campeones de la NBA.

## Transacciones

### Agencia libre
Las negociaciones de la agencia libre comenzaron el 1 de julio de 2014. Los jugadores comenzaron a firmar a partir del 10 de julio.
Estos fueron algunos de los movimientos más destacados:
- El 23 de junio de 2014, los New York Knicks anunciaron que Carmelo Anthony se convirtió en agente libre.[2]
- El 23 de junio de 2014, los Miami Heat anunciaron que LeBron James se convirtió en agente libre.[3]
- A finales de junio de 2014, Dwyane Wade y Chris Bosh optaron por abandonar sus contratos con los Miami Heat.[4][5]
- El 11 de julio de 2014, LeBron James anunció su regreso con los Cleveland Cavaliers.[6]
- El 12 de julio de 2014, Pau Gasol informó su unión con los Chicago Bulls.[7]
- El 12 de julio de 2014, Isaiah Thomas firmó con los Phoenix Suns en un acuerdo de firma y traspaso.[8]
- El 12 de julio de 2014, Chris Bosh renovó con los Miami Heat por un contrato de cinco años y $118 millones.[9]
- El 13 de julio de 2014, Carmelo Anthony anunció su continuación con los New York Knicks.[10]
- El 13 de julio de 2014, Paul Pierce firmó con los Washington Wizards en un acuerdo por dos años y $11 millones.[11]
- El 15 de julio de 2014, Dwyane Wade renovó con los Miami Heat por un acuerdo de dos años y $34 millones.[12]

### Cambios de entrenadores
| Fuera de la temporada  | Fuera de la temporada    | Fuera de la temporada    |
| Equipo                 | Temporada 2013-14        | Temporada 2014-15        |
| ---------------------- | ------------------------ | ------------------------ |
| New York Knicks        | Mike Woodson             | Derek Fisher             |
| Minnesota Timberwolves | Rick Adelman             | Flip Saunders            |
| Milwaukee Bucks        | Larry Drew               | Jason Kidd               |
| Brooklyn Nets          | Jason Kidd               | Lionel Hollins           |
| Utah Jazz              | Tyrone Corbin            | Quin Snyder              |
| Los Angeles Lakers     | Mike D'Antoni            | Byron Scott              |
| Golden State Warriors  | Mark Jackson             | Steve Kerr               |
| Cleveland Cavaliers    | Mike Brown               | David Blatt              |
| Detroit Pistons        | John Loyer (interino)    | Stan Van Gundy           |
| Dentro de la temporada |                          |                          |
| Equipo                 | Entrenador saliente      | Entrenador entrante      |
| Sacramento Kings       | Michael Malone           | Tyrone Corbin (interino) |
| Sacramento Kings       | Tyrone Corbin (interino) | George Karl              |
| Orlando Magic          | Jacque Vaughn            | James Borrego (interino) |
| Denver Nuggets         | Brian Shaw               | Melvin Hunt (interino)   |

#### Fuera de la temporada
- El 21 de abril de 2014, los New York Knicks despidieron al entrenador Mike Woodson, después de dos años con el equipo.[13]
- El 21 de abril de 2014, el entrenador de los Minnesota Timberwolves, Rick Adelman anunció su retiro como entrenador.[14]
- El 21 de abril de 2014, los Utah Jazz decidieron no renovar al entrenador Tyrone Corbin después del contrato de más de tres temporadas con el equipo.[15]
- El 30 de abril de 2014, el entrenador de Los Angeles Lakers, Mike D'Antoni renunció después de casi dos años con el equipo.[16]
- El 6 de mayo de 2014, los Golden State Warriors despidieron al entrenador Mark Jackson, después de tres años con el equipo.[17]
- El 12 de mayo de 2014, los Cleveland Cavaliers despidieron al entrenador Mike Brown, después de un año del segundo mandato con el equipo.[18]
- El 14 de mayo de 2014, los Detroit Pistons contrataron a Stan Van Gundy como entrenador en jefe.[19]
- El 19 de mayo de 2014, los Golden State Warriors contratan a Steve Kerr como entrenador en jefe.[20]
- El 5 de junio de 2014, los Minnesota Timberwolves anunciaron que Flip Saunders regresaba como entrenador con los Timberwolves.[21]
- El 6 de junio de 2014, los Utah Jazz contrataron a Quin Snyder, ex-asistente de los Atlanta Hawks, como entrenador.[22]
- El 10 de junio de 2014, los New York Knicks contrataron a Derek Fisher como su entrenador.[23]
- El 20 de junio de 2014, los Cleveland Cavaliers contrataron a David Blatt como su entrenador.[24]
- El 30 de junio de 2014, los Milwaukee Bucks traspasaron sus dos futuras selecciones de segunda ronda a los Brooklyn Nets por su entrenador Jason Kidd y despidieron al entrenador Larry Drew.[25]
- El 2 de julio de 2014, los Brooklyn Nets contrataron a Lionel Hollins como su entrenador.[26]
- El 26 de julio de 2014, Los Angeles Lakers contrataron a Byron Scott como su entrenador.[27]

#### Dentro de la temporada
- El 15 de diciembre de 2014, los Sacramento Kings despidieron al entrenador Michael Malone dejando a Tyrone Corbin en su puesto como interino.[28]

## Pretemporada
La pretemporada comenzó el sábado 4 de octubre de 2014 y finalizó el viernes 24 de octubre de 2014.

## Temporada regular
La temporada regular comenzó el martes 28 de octubre de 2014, con el partido de los defensores del título de la NBA, los San Antonio Spurs que recibieron a los Dallas Mavericks. La temporada regular terminó el miércoles 15 de abril de 2015.

### Clasificaciones

#### Por división
Clave: G: Partidos ganados; P: Partidos perdidos; PD: Partidos de desventaja; PCT: Porcentaje de victorias; Conf.: Conferencia; Div.: División; Casa: Resultados local; Fuera: Resultados visitante; PJ: Partidos jugados
| Conferencia Este         | Conferencia Este | Conferencia Este | Conferencia Este | Conferencia Este | Conferencia Este | Conferencia Este | Conferencia Este | Conferencia Este | Conferencia Este | Conferencia Este |
| ------------------------ | ---------------- | ---------------- | ---------------- | ---------------- | ---------------- | ---------------- | ---------------- | ---------------- | ---------------- | ---------------- |
| División Atlántico       | G                | P                | PCT              | PD               | Conf.            | Div.             | Casa             | Fuera            | PJ               |                  |
| y-Toronto Raptors        | 49               | 33               | 0.598            | 0.0              | 33-19            | 11-5             | 27-14            | 22-19            | 82               |                  |
| x-Boston Celtics         | 40               | 42               | 0.488            | 9.0              | 28-24            | 12-4             | 21-20            | 19-22            | 82               |                  |
| x-Brooklyn Nets          | 38               | 44               | 0.463            | 11.0             | 24-28            | 10-6             | 19-22            | 19-22            | 82               |                  |
| o-Philadelphia 76ers     | 18               | 64               | 0.220            | 31.0             | 12-40            | 2-14             | 12-29            | 6-35             | 82               |                  |
| o-New York Knicks        | 17               | 65               | 0.207            | 32.0             | 11-41            | 5-11             | 10-31            | 7-34             | 82               |                  |
| División Central         | G                | P                | PCT              | PD               | Conf.            | Div.             | Casa             | Fuera            | PJ               |                  |
| y-Cleveland Cavaliers    | 53               | 29               | 0.646            | 0.0              | 35-17            | 11-5             | 31-10            | 22-19            | 82               |                  |
| x-Chicago Bulls          | 50               | 32               | 0.610            | 3.0              | 33-19            | 8-8              | 27-14            | 23-18            | 82               |                  |
| x-Milwaukee Bucks        | 41               | 41               | 0.500            | 12.0             | 30-22            | 7-9              | 23-18            | 18-23            | 82               |                  |
| o-Indiana Pacers         | 38               | 44               | 0.463            | 15.0             | 28-24            | 8-8              | 23-18            | 15-26            | 82               |                  |
| o-Detroit Pistons        | 32               | 50               | 0.390            | 21.0             | 23-29            | 6-10             | 18-23            | 14-27            | 82               |                  |
| División Sureste         | G                | P                | PCT              | PD               | Conf.            | Div.             | Casa             | Fuera            | PJ               |                  |
| c-Atlanta Hawks          | 60               | 22               | 0.732            | 0.0              | 38-14            | 12-4             | 35-6             | 25-16            | 82               |                  |
| x-Washington Wizards     | 46               | 36               | 0.561            | 14.0             | 30-22            | 10-6             | 29-12            | 17-24            | 82               |                  |
| o-Miami Heat             | 37               | 45               | 0.451            | 23.0             | 25-27            | 6-10             | 20-21            | 17-24            | 82               |                  |
| o-Charlotte Hornets      | 33               | 49               | 0.402            | 27.0             | 25-27            | 8-8              | 19-22            | 14-27            | 82               |                  |
| o-Orlando Magic          | 25               | 57               | 0.305            | 35.0             | 15-37            | 4-12             | 13-28            | 12-29            | 82               |                  |
| Conferencia Oeste        |                  |                  |                  |                  |                  |                  |                  |                  |                  |                  |
| División Noroeste        | G                | P                | PCT              | PD               | Conf.            | Div.             | Casa             | Fuera            | PJ               |                  |
| y-Portland Trail Blazers | 51               | 31               | 0.622            | 0.0              | 31-21            | 11-5             | 32-9             | 19-22            | 82               |                  |
| o-Oklahoma City Thunder  | 45               | 37               | 0.549            | 6.0              | 25-27            | 10-6             | 29-12            | 16-25            | 82               |                  |
| o-Utah Jazz              | 38               | 44               | 0.463            | 13.0             | 23-29            | 9-7              | 21-20            | 17-24            | 82               |                  |
| o-Denver Nuggets         | 30               | 52               | 0.366            | 21.0             | 19-33            | 6-10             | 19-22            | 11-30            | 82               |                  |
| o-Minnesota Timberwolves | 16               | 66               | 0.195            | 35.0             | 7-45             | 4-12             | 9-32             | 7-34             | 82               |                  |
| División Pacífico        | G                | P                | PCT              | PD               | Conf.            | Div.             | Casa             | Fuera            | PJ               |                  |
| z-Golden State Warriors  | 67               | 15               | 0.817            | 0.0              | 42-10            | 13-3             | 39-2             | 28-13            | 82               |                  |
| x-Los Angeles Clippers   | 56               | 26               | 0.683            | 11.0             | 37-15            | 12-4             | 30-11            | 26-15            | 82               |                  |
| o-Phoenix Suns           | 39               | 43               | 0.476            | 28.0             | 21-31            | 6-10             | 22-19            | 17-24            | 82               |                  |
| o-Sacramento Kings       | 29               | 53               | 0.354            | 38.0             | 18-34            | 7-9              | 18-23            | 11-30            | 82               |                  |
| o-Los Angeles Lakers     | 21               | 61               | 0.256            | 46.0             | 9-43             | 2-14             | 12-29            | 9-32             | 82               |                  |
| División Suroeste        | G                | P                | PCT              | PD               | Conf.            | Div.             | Casa             | Fuera            | PJ               |                  |
| y-Houston Rockets        | 56               | 26               | 0.683            | 0.0              | 33-19            | 8-8              | 30-11            | 26-15            | 82               |                  |
| x-Memphis Grizzlies      | 55               | 27               | 0.671            | 1.0              | 35-17            | 9-7              | 31-10            | 24-17            | 82               |                  |
| x-San Antonio Spurs      | 55               | 27               | 0.671            | 1.0              | 32-20            | 8-8              | 33-8             | 22-19            | 82               |                  |
| x-Dallas Mavericks       | 50               | 32               | 0.610            | 6.0              | 29-23            | 7-9              | 27-14            | 23-18            | 82               |                  |
| x-New Orleans Pelicans   | 45               | 37               | 0.549            | 11.0             | 29-23            | 8-8              | 28-13            | 17-24            | 82               |                  |

#### Por Conferencia
Clave: G: Partidos ganados; P: Partidos perdidos; PD: Partidos de desventaja; PCT: Porcentaje de victorias; PJ: Partidos jugados
| Conferencia Este | Conferencia Este      | Conferencia Este | Conferencia Este | Conferencia Este | Conferencia Este | Conferencia Este |
| N.º              | Equipo                | G                | P                | PCT              | PD               | PJ               |
| ---------------- | --------------------- | ---------------- | ---------------- | ---------------- | ---------------- | ---------------- |
| 1                | c-Atlanta Hawks       | 60               | 22               | 0.732            | 0.0              | 82               |
| 2                | y-Cleveland Cavaliers | 53               | 29               | 0.646            | 7.0              | 82               |
| 3                | x-Chicago Bulls       | 50               | 32               | 0.610            | 10.0             | 82               |
| 4                | y-Toronto Raptors     | 49               | 33               | 0.598            | 11.0             | 82               |
| 5                | x-Washington Wizards  | 46               | 36               | 0.561            | 14.0             | 82               |
| 6                | x-Milwaukee Bucks     | 41               | 41               | 0.500            | 19.0             | 82               |
| 7                | x-Boston Celtics      | 40               | 42               | 0.488            | 20.0             | 82               |
| 8                | x-Brooklyn Nets       | 40               | 42               | 0.488            | 22.0             | 82               |
|                  |                       |                  |                  |                  |                  |                  |
| 9                | o-Indiana Pacers      | 38               | 44               | 0.463            | 20.0             | 82               |
| 10               | o-Miami Heat          | 37               | 45               | 0.451            | 23.0             | 82               |
| 11               | o-Charlotte Hornets   | 33               | 49               | 0.402            | 27.0             | 82               |
| 12               | o-Detroit Pistons     | 32               | 50               | 0.390            | 28.0             | 82               |
| 13               | o-Orlando Magic       | 25               | 57               | 0.305            | 35.0             | 82               |
| 14               | o-Philadelphia Sixers | 18               | 64               | 0.220            | 42.0             | 82               |
| 15               | o-New York Knicks     | 17               | 65               | 0.207            | 43.0             | 82               |

| Conferencia Oeste | Conferencia Oeste        | Conferencia Oeste | Conferencia Oeste | Conferencia Oeste | Conferencia Oeste | Conferencia Oeste |
| N.º               | Equipo                   | G                 | P                 | PCT               | PD                | PJ                |
| ----------------- | ------------------------ | ----------------- | ----------------- | ----------------- | ----------------- | ----------------- |
| 1                 | z-Golden State Warriors  | 67                | 15                | 0.817             | 0.0               | 82                |
| 2                 | y-Houston Rockets        | 56                | 26                | 0.683             | 11.0              | 82                |
| 3                 | x-Los Angeles Clippers   | 56                | 26                | 0.683             | 11.0              | 82                |
| 4                 | y-Portland Trail Blazers | 51                | 31                | 0.622             | 16.0              | 82                |
| 5                 | x-Memphis Grizzlies      | 55                | 27                | 0.671             | 12.0              | 82                |
| 6                 | x-San Antonio Spurs      | 55                | 27                | 0.671             | 12.0              | 82                |
| 7                 | x-Dallas Mavericks       | 50                | 32                | 0.610             | 17.0              | 82                |
| 8                 | x-New Orleans Pelicans   | 45                | 37                | 0.549             | 22.0              | 82                |
|                   |                          |                   |                   |                   |                   |                   |
| 9                 | o-Oklahoma City Thunder  | 45                | 37                | 0.549             | 22.0              | 82                |
| 10                | o-Phoenix Suns           | 39                | 43                | 0.476             | 28.0              | 82                |
| 11                | o-Utah Jazz              | 38                | 44                | 0.463             | 29.0              | 82                |
| 12                | o-Denver Nuggets         | 30                | 52                | 0.366             | 37.0              | 82                |
| 13                | o-Sacramento Kings       | 29                | 53                | 0.354             | 38.0              | 82                |
| 14                | o-Los Angeles Lakers     | 21                | 61                | 0.256             | 46.0              | 82                |
| 15                | o-Minnesota Timberwolves | 16                | 66                | 0.195             | 51.0              | 82                |

Notas
- x – Clasificado para playoffs
- y – Campeón de División
- z – Ventaja de campo en todos los playoffs
- c – Ventaja de campo dentro de la Conferencia
- o – No clasificado para playoffs

## Playoffs
Los Playoffs de la NBA de 2015 comenzaron el sábado 18 de abril de 2015 y concluso con las Finales de la NBA de 2015 que comenzaron el 4 de junio de 2015. ESPN transmitió las Finales de la Conferencia Oeste y TNT transmitió las Finales de la Conferencia Este.
|  | Primera ronda     | Primera ronda | Primera ronda |   |               | Semifinales de Conferencia | Semifinales de Conferencia | Semifinales de Conferencia |  |    | Finales de Conferencia | Finales de Conferencia | Finales de Conferencia |  |    | Finales de la NBA | Finales de la NBA | Finales de la NBA |
|  |                   |               |               |   |               |                            |                            |                            |  |    |                        |                        |                        |  |    |                   |                   |                   |
|  | E1                | Atlanta*      | 4             |   |               |                            |                            |                            |  |    |                        |                        |                        |  |    |                   |                   |                   |
|  | E8                | Brooklyn      | 2             |   |               |                            |                            |                            |  |    |                        |                        |                        |  |    |                   |                   |                   |
|  | E8                | Brooklyn      | 2             |   | E1            | Atlanta*                   | 4                          |                            |  |    |                        |                        |                        |  |    |                   |                   |                   |
|  |                   |               |               |   | E1            | Atlanta*                   | 4                          |                            |  |    |                        |                        |                        |  |    |                   |                   |                   |
|  |                   | E5            | Washington    | 2 |               |                            |                            |                            |  |    |                        |                        |                        |  |    |                   |                   |                   |
|  | E4                | E5            | Washington    | 2 | Toronto*      | 0                          |                            |                            |  |    |                        |                        |                        |  |    |                   |                   |                   |
|  | E4                |               |               |   | Toronto*      | 0                          |                            |                            |  |    |                        |                        |                        |  |    |                   |                   |                   |
|  | E5                | Washington    | 4             |   |               |                            |                            |                            |  |    |                        |                        |                        |  |    |                   |                   |                   |
|  | E5                | Washington    | 4             |   |               |                            |                            |                            |  | E1 | Atlanta*               | 0                      |                        |  |    |                   |                   |                   |
|  | Conferencia Este  |               |               |   |               |                            |                            |                            |  | E1 | Atlanta*               | 0                      |                        |  |    |                   |                   |                   |
|  |                   | E2            | Cleveland*    | 4 |               |                            |                            |                            |  |    |                        |                        |                        |  |    |                   |                   |                   |
|  | E2                | E2            | Cleveland*    | 4 | Cleveland*    | 4                          |                            |                            |  |    |                        |                        |                        |  |    |                   |                   |                   |
|  | E2                |               |               |   | Cleveland*    | 4                          |                            |                            |  |    |                        |                        |                        |  |    |                   |                   |                   |
|  | E7                | Boston        | 0             |   |               |                            |                            |                            |  |    |                        |                        |                        |  |    |                   |                   |                   |
|  | E7                | Boston        | 0             |   | E2            | Cleveland*                 | 4                          |                            |  |    |                        |                        |                        |  |    |                   |                   |                   |
|  |                   |               |               |   | E2            | Cleveland*                 | 4                          |                            |  |    |                        |                        |                        |  |    |                   |                   |                   |
|  |                   | E3            | Chicago       | 2 |               |                            |                            |                            |  |    |                        |                        |                        |  |    |                   |                   |                   |
|  | E3                | E3            | Chicago       | 2 | Chicago       | 4                          |                            |                            |  |    |                        |                        |                        |  |    |                   |                   |                   |
|  | E3                |               |               |   | Chicago       | 4                          |                            |                            |  |    |                        |                        |                        |  |    |                   |                   |                   |
|  | E6                | Milwaukee     | 2             |   |               |                            |                            |                            |  |    |                        |                        |                        |  |    |                   |                   |                   |
|  | E6                | Milwaukee     | 2             |   |               |                            |                            |                            |  |    |                        |                        |                        |  | E2 | Cleveland*        | 2                 |                   |
|  |                   |               |               |   |               |                            |                            |                            |  |    |                        |                        |                        |  | E2 | Cleveland*        | 2                 |                   |
|  |                   | O1            | Golden State* | 4 |               |                            |                            |                            |  |    |                        |                        |                        |  |    |                   |                   |                   |
|  | O1                | O1            | Golden State* | 4 | Golden State* | 4                          |                            |                            |  |    |                        |                        |                        |  |    |                   |                   |                   |
|  | O1                |               |               |   | Golden State* | 4                          |                            |                            |  |    |                        |                        |                        |  |    |                   |                   |                   |
|  | O8                | New Orleans   | 0             |   |               |                            |                            |                            |  |    |                        |                        |                        |  |    |                   |                   |                   |
|  | O8                | New Orleans   | 0             |   | O1            | Golden State*              | 4                          |                            |  |    |                        |                        |                        |  |    |                   |                   |                   |
|  |                   |               |               |   | O1            | Golden State*              | 4                          |                            |  |    |                        |                        |                        |  |    |                   |                   |                   |
|  |                   | O5            | Memphis       | 2 |               |                            |                            |                            |  |    |                        |                        |                        |  |    |                   |                   |                   |
|  | O4                | O5            | Memphis       | 2 | Portland*     | 1                          |                            |                            |  |    |                        |                        |                        |  |    |                   |                   |                   |
|  | O4                |               |               |   | Portland*     | 1                          |                            |                            |  |    |                        |                        |                        |  |    |                   |                   |                   |
|  | O5                | Memphis       | 4             |   |               |                            |                            |                            |  |    |                        |                        |                        |  |    |                   |                   |                   |
|  | O5                | Memphis       | 4             |   |               |                            |                            |                            |  | O1 | Golden State*          | 4                      |                        |  |    |                   |                   |                   |
|  | Conferencia Oeste |               |               |   |               |                            |                            |                            |  | O1 | Golden State*          | 4                      |                        |  |    |                   |                   |                   |
|  |                   | O2            | Houston*      | 1 |               |                            |                            |                            |  |    |                        |                        |                        |  |    |                   |                   |                   |
|  | O2                | O2            | Houston*      | 1 | Houston*      | 4                          |                            |                            |  |    |                        |                        |                        |  |    |                   |                   |                   |
|  | O2                |               |               |   | Houston*      | 4                          |                            |                            |  |    |                        |                        |                        |  |    |                   |                   |                   |
|  | O7                | Dallas        | 1             |   |               |                            |                            |                            |  |    |                        |                        |                        |  |    |                   |                   |                   |
|  | O7                | Dallas        | 1             |   | O2            | Houston*                   | 4                          |                            |  |    |                        |                        |                        |  |    |                   |                   |                   |
|  |                   |               |               |   | O2            | Houston*                   | 4                          |                            |  |    |                        |                        |                        |  |    |                   |                   |                   |
|  |                   | O3            | L.A. Clippers | 3 |               |                            |                            |                            |  |    |                        |                        |                        |  |    |                   |                   |                   |
|  | O3                | O3            | L.A. Clippers | 3 | L.A. Clippers | 4                          |                            |                            |  |    |                        |                        |                        |  |    |                   |                   |                   |
|  | O3                |               |               |   | L.A. Clippers | 4                          |                            |                            |  |    |                        |                        |                        |  |    |                   |                   |                   |
|  | O6                | San Antonio   | 3             |   |               |                            |                            |                            |  |    |                        |                        |                        |  |    |                   |                   |                   |

* - Campeón de División

Negrita - Ganador de las series

## Estadísticas

### Líderes individuales
| Categoría               | Jugador           | Equipo                | Estadísticas |
| ----------------------- | ----------------- | --------------------- | ------------ |
| Puntos por partido      | Russell Westbrook | Oklahoma City Thunder | 28,1         |
| Rebotes por partido     | DeAndre Jordan    | Los Angeles Clippers  | 15           |
| Asistencias por partido | Chris Paul        | Los Angeles Clippers  | 10,2         |
| Robos por partido       | Kawhi Leonard     | San Antonio Spurs     | 2,3          |
| Tapones por partido     | Anthony Davis     | New Orleans Pelicans  | 2,9          |
| Pérdidas por partido    | Russell Westbrook | Oklahoma City Thunder | 4,4          |
| Minutos por partido     | Jimmy Butler      | Chicago Bulls         | 38,7         |
| % Tiros de campo        | DeAndre Jordan    | Los Angeles Clippers  | 71,0%        |
| % Tiros de 3            | Kyle Korver       | Atlanta Hawks         | 49,2%        |
| % Tiros libres          | Stephen Curry     | Golden State Warriors | 91,4%        |
| Valoración por partido  | Anthony Davis     | New Orleans Pelicans  | 30,3         |
| Doble-dobles            | Pau Gasol         | Chicago Bulls         | 54           |
| Triple-dobles           | Russell Westbrook | Oklahoma City Thunder | 11           |

### Máximos de la temporada en un partido
| Categoría   | Jugador          | Valor |
| ----------- | ---------------- | ----- |
| Puntos      | Kyrie Irving     | 57    |
| Rebotes     | DeAndre Jordan   | 27    |
| Rebotes     | Andre Drummond   | 27    |
| Asistencias | Brandon Jennings | 21    |
| Robos       | Mario Chalmers   | 8     |
| Tapones     | Hassan Whiteside | 12    |
| Triples     | Klay Thompson    | 11    |
| Triples     | Kyrie Irving     | 11    |

### Equipos líderes
| Categoría                      | Equipo                 | Estadísticas |
| ------------------------------ | ---------------------- | ------------ |
| Puntos por partido             | Golden State Warriors  | 110,0        |
| Rebotes por partido            | Oklahoma City Thunder  | 47,5         |
| Asistencias por partido        | Golden State Warriors  | 27,4         |
| Robos por partido              | Milwaukee Bucks        | 9,6          |
| Tapones por partido            | New Orleans Pelicans   | 6,2          |
| Intentos taponados por partido | Sacramento Kings       | 6,2          |
| Balones perdidos por partido   | Philadelphia 76ers     | 17,7         |
| Faltas por partido             | Denver Nuggets         | 23,0         |
| Faltas recibidas por partido   | Sacramento Kings       | 23,9         |
| % Tiros de campo               | Golden State Warriors  | 47,8%        |
| % Tiros de 3                   | Golden State Warriors  | 39,8%        |
| % Tiros libres                 | Portland Trail Blazers | 80,1%        |
| +/-                            | Golden State Warriors  | 10,1         |

## Galardones

### Reconocimientos individuales
- MVP de la Temporada
  -  Stephen Curry, Golden State Warriors[29]
- MVP de las Finales de la NBA
  -  Andre Iguodala, Golden State Warriors
- Rookie del Año
  -  Andrew Wiggins, Minnesota Timberwolves[30]
- Mejor Defensor
  -  Kawhi Leonard, San Antonio Spurs[31]
- Mejor Sexto Hombre
  -  Louis Williams, Toronto Raptors[32]
- Jugador Más Mejorado
  -  Jimmy Butler, Chicago Bulls[33]
- Jugador Más Deportivo
  -  Kyle Korver, Atlanta Hawks[34]
- Premio Mejor Ciudadano J. Walter Kennedy
  -  Joakim Noah, Chicago Bulls[35]
- Compañero del Año de la NBA
  -  Tim Duncan, San Antonio Spurs[36]
- Entrenador del año
  -  Mike Budenholzer, Atlanta Hawks[37]
- Ejecutivo del Año
  -  Bob Myers, Golden State Warriors[38]

| - Mejor quinteto: - AP Anthony Davis, New Orleans Pelicans - A LeBron James, Cleveland Cavaliers - P Marc Gasol, Memphis Grizzlies - E James Harden, Houston Rockets - B Stephen Curry, Golden State Warriors | - 2.º mejor quinteto: - AP LaMarcus Aldridge, Portland Trail Blazers - P DeMarcus Cousins, Sacramento Kings - P Pau Gasol, Chicago Bulls - B Russell Westbrook, Oklahoma City Thunder - B Chris Paul, Los Angeles Clippers | - 3.er mejor quinteto: - AP Blake Griffin, Los Angeles Clippers - AP Tim Duncan, San Antonio Spurs - P DeAndre Jordan, Los Angeles Clippers - E Klay Thompson, Golden State Warriors - B Kyrie Irving, Cleveland Cavaliers |

| - Mejor quinteto defensivo: - A Kawhi Leonard, San Antonio Spurs - A Draymond Green, Golden State Warriors - P DeAndre Jordan, Los Angeles Clippers - E Tony Allen, Memphis Grizzlies - B Chris Paul, Los Angeles Clippers | - 2.º Mejor quinteto defensivo: - AP Anthony Davis, New Orleans Pelicans - AP Tim Duncan, San Antonio Spurs - P Andrew Bogut, Golden State Warriors - E Jimmy Butler, Chicago Bulls - B John Wall, Washington Wizards |

| - Mejor quinteto de rookies: - A Andrew Wiggins, Minnesota Timberwolves - A Nikola Mirotić, Chicago Bulls - P Nerlens Noel, Philadelphia 76ers - B Elfrid Payton, Orlando Magic - B Jordan Clarkson, Los Angeles Lakers | - 2.º mejor quinteto de rookies: - B Marcus Smart, Boston Celtics - B Zach LaVine, Minnesota Timberwolves - E Langston Galloway, New York Knicks - A Bojan Bogdanović, Brooklyn Nets - P Jusuf Nurkić, Denver Nuggets |

### Jugadores de la semana
| Semana                          | Conferencia Este                              | Conferencia Oeste                                | Ref.   |
| ------------------------------- | --------------------------------------------- | ------------------------------------------------ | ------ |
| 28 de octubre al 2 de noviembre | Chris Bosh (Miami Heat) (1/1)                 | Klay Thompson (Golden State Warriors) (1/3)      | [ 41 ] |
| 3 al 9 de noviembre             | Deron Williams (Brooklyn Nets) (1/1)          | Stephen Curry (Golden State Warriors) (1/2)      | [ 42 ] |
| 10 al 16 de noviembre           | LeBron James (Cleveland Cavaliers) (1/3)      | Damian Lillard (Portland Trail Blazers) (1/1)    | [ 43 ] |
| 17 al 23 de noviembre           | Louis Williams (Toronto Raptors) (1/1)        | DeMarcus Cousins (Sacramento Kings) (1/1)        | [ 44 ] |
| 24 al 30 de noviembre           | LeBron James (Cleveland Cavaliers) (2/3)      | Blake Griffin (Los Angeles Clippers) (1/1)       | [ 45 ] |
| 1 al 7 de diciembre             | Kyle Lowry (Toronto Raptors) (1/1)            | LaMarcus Aldridge (Portland Trail Blazers) (1/2) | [ 46 ] |
| 8 al 14 de diciembre            | John Wall (Washington Wizards) (1/1)          | James Harden (Houston Rockets) (1/3)             | [ 47 ] |
| 15 al 21 de diciembre           | Al Horford (Atlanta Hawks) (1/2)              | LaMarcus Aldridge (Portland Trail Blazers) (2/2) | [ 48 ] |
| 22 al 28 de diciembre           | Jimmy Butler (Chicago Bulls) (1/1)            | James Harden (Houston Rockets) (2/3)             | [ 49 ] |
| 29 de diciembre al 4 de enero   | Jeff Teague (Atlanta Hawks) (1/1)             | Kevin Durant (Oklahoma City Thunder) (1/1)       | [ 50 ] |
| 5 al 11 de enero                | Kemba Walker (Charlotte Hornets) (1/1)        | Klay Thompson (Golden State Warriors) (2/3)      | [ 51 ] |
| 12 al 18 de enero               | Al Horford (Atlanta Hawks) (2/2)              | Mo Williams (Minnesota Timberwolves) (1/2)       | [ 52 ] |
| 13 al 25 de enero               | LeBron James (Cleveland Cavaliers) (3/3)      | Klay Thompson (Golden State Warriors) (3/3)      | [ 53 ] |
| 26 de enero al 1 de febrero     | Kyrie Irving (Cleveland Cavaliers) (1/2)      | Zach Randolph (Memphis Grizzlies) (1/1)          | [ 54 ] |
| 2 al 8 de febrero               | Giannis Antetokounmpo (Milwaukee Bucks) (1/1) | Russell Westbrook (Oklahoma City Thunder) (1/2)  | [ 55 ] |
| 23 de febrero al 1 de marzo     | Isaiah Thomas (Boston Celtics) (1/2)          | Damian Lillard (Portland Trail Blazers) (2/2)    | [ 56 ] |
| 2 al 8 de marzo                 | Mo Williams (Charlotte Hornets) (2/2)         | Russell Westbrook (Oklahoma City Thunder) (2/2)  | [ 57 ] |
| 9 al 15 de marzo                | Kyrie Irving (Cleveland Cavaliers) (2/2)      | Anthony Davis (New Orleans Pelicans) (1/1)       | [ 58 ] |
| 16 al 22 de marzo               | Dwyane Wade (Miami Heat) (1/1)                | Chris Paul (Los Angeles Clippers) (1/1)          | [ 59 ] |
| 23 al 29 de marzo               | Brook Lopez (Brooklyn Nets) (1/2)             | Stephen Curry (Golden State Warriors) (2/2)      | [ 60 ] |
| 30 de marzo al 5 de abril       | Brook Lopez (Brooklyn Nets) (2/2)             | James Harden (Houston Rockets) (3/3)             | [ 61 ] |
| 6 al 12 de abril                | Isaiah Thomas (Boston Celtics) (2/2)          | Tim Duncan (San Antonio Spurs) (1/1)             | [ 62 ] |

### Jugadores del mes
| Mes               | Conferencia Este                            | Conferencia Oeste                               | Ref.   |
| ----------------- | ------------------------------------------- | ----------------------------------------------- | ------ |
| Octubre-noviembre | Jimmy Butler (Chicago Bulls) (1/1)          | Stephen Curry (Golden State Warriors) (1/1)     | [ 63 ] |
| Diciembre         | Kyle Lowry (Toronto Raptors) (1/1)          | James Harden (Houston Rockets) (1/2)            | [ 64 ] |
| Enero             | Quinteto titular de los Atlanta Hawks (1/1) | James Harden (Houston Rockets) (2/2)            | [ 65 ] |
| Febrero           | LeBron James (Cleveland Cavaliers) (1/2)    | Russell Westbrook (Oklahoma City Thunder) (1/3) | [ 66 ] |
| Marzo             | LeBron James (Cleveland Cavaliers) (2/2)    | Russell Westbrook (Oklahoma City Thunder) (2/3) | [ 67 ] |
| Abril             | DeMar DeRozan (Toronto Raptors) (1/1)       | Russell Westbrook (Oklahoma City Thunder) (3/3) | [ 68 ] |

### Rookies del mes
| Mes               | Conferencia Este                       | Conferencia Oeste                             | Ref.   |
| ----------------- | -------------------------------------- | --------------------------------------------- | ------ |
| Octubre-noviembre | Jabari Parker (Milwaukee Bucks) (1/1)  | Andrew Wiggins (Minnesota Timberwolves) (1/4) | [ 69 ] |
| Diciembre         | Nikola Mirotić (Chicago Bulls) (1/2)   | Andrew Wiggins (Minnesota Timberwolves) (2/4) | [ 70 ] |
| Enero             | Elfrid Payton (Orlando Magic) (1/1)    | Andrew Wiggins (Minnesota Timberwolves) (3/4) | [ 71 ] |
| Febrero           | Marcus Smart (Boston Celtics) (1/1)    | Andrew Wiggins (Minnesota Timberwolves) (4/4) | [ 72 ] |
| Marzo             | Nikola Mirotić (Chicago Bulls) (2/2)   | Jordan Clarkson (Los Angeles Lakers) (1/1)    | [ 73 ] |
| Abril             | Bojan Bogdanović (Brooklyn Nets) (1/1) | Rodney Hood (Utah Jazz) (1/1)                 | [ 74 ] |

### Entrenadores del mes
| Mes               | Conferencia Este                        | Conferencia Oeste                           | Ref.   |
| ----------------- | --------------------------------------- | ------------------------------------------- | ------ |
| Octubre-noviembre | Dwane Casey (Toronto Raptors) (1/1)     | Dave Joerger (Memphis Grizzlies) (1/1)      | [ 75 ] |
| Diciembre         | Mike Budenholzer (Atlanta Hawks) (1/2)  | Terry Stotts (Portland Trail Blazers) (1/1) | [ 76 ] |
| Enero             | Mike Budenholzer (Atlanta Hawks) (2/2)  | Steve Kerr (Golden State Warriors) (1/2)    | [ 77 ] |
| Febrero           | Frank Vogel (Indiana Pacers) (1/1)      | Scott Brooks (Oklahoma City Thunder) (1/1)  | [ 78 ] |
| Marzo             | David Blatt (Cleveland Cavaliers) (1/1) | Steve Kerr (Golden State Warriors) (2/2)    | [ 79 ] |
| Abril             | Brad Stevens (Boston Celtics) (1/1)     | Doc Rivers (Los Angeles Clippers) (1/1)     | [ 80 ] |

## Hechos destacados
- Los Charlotte Bobcats cambiaron de nombre a Charlotte Hornets el 20 de mayo de 2014 para comenzar la temporada 2014-15.[81] La nueva creación de los Hornets conservan los 10 años de historia de los Bobcats y recuperan los récords del equipo Charlotte Hornets originales desde la temporada 1988-89 de la NBA hasta la temporada 2001-02 de la NBA. Los New Orleans Pelicans conservan la historia restante que existe bajo el nombre de New Orleans/Oklahoma City Hornets a partir de la temporada 2002-03 de la NBA hasta la temporada 2012-13 de la NBA.

- Los Cleveland Cavaliers ganaron el pick #1 del draft de la NBA por segundo año consecutivo, así como tercera vez en cuatro años y la sexta vez en la historia de la franquicia. También vincula el porcentaje más bajo posible en la lotería del draft de hoy en día con los Chicago Bulls en 2008.

- Los Houston Rockets y los Minnesota Timberwolves jugaron en la Arena Ciudad de México, el 12 de noviembre de 2014, mientras que los New York Knicks y los Milwaukee Bucks jugarán en la The O2 Arena en Londres el 15 de enero de 2015. Los Toronto Raptors y los New York Knicks jugaron en el Centre Bell en Montreal el 24 de octubre de 2014, y los Toronto Raptors y los Sacramento Kings también jugaron en el Rogers Arena en Vancouver el 5 de octubre de 2014 durante la pretemporada.

- Los Toronto Raptors y los Memphis Grizzlies celebran su vigésimo aniversario como franquicias de la NBA, aunque esta última era anteriormente conocida como los Vancouver Grizzlies.

- El logotipo de la NBA asume una nueva posición en las camisetas de los equipos, pasando de estar situado en la parte frontal a la izquierda a la espalda, encima del nombre del jugador. Así mismo, los equipos que hayan ganado algún campeonato lucirán un parche dorado en la espalda, indicando el número de campeonatos logrados.

- El 29 de septiembre de 2014, los Phoenix Suns se convirtieron en el primer equipo en la historia en tener dos parejas de hermanos a la vez en la plantilla, después de que el hermano pequeño de Goran Dragić, Zoran firmara por dos temporadas, y los gemelos Markieff y Marcus Morris ampliaran sus contratos por cuatro temporadas.

- Los San Antonio Spurs hicieron historia al contratar a Becky Hammon como la primera mujer entrenadora asistente a tiempo completo en cualquier liga profesional estadounidense. Hammon, que jugaba de base en las San Antonio Stars de la WNBA, se unió al equipo técnico de los Spurs tras retirarse al finalizar la temporada 2014.